# Księży Potok (dopływ Łapszanki)
Księży Potok, Księży Potoczek – potok, dopływ Łapszanki. Jego zlewnia znajduje się na północnych stokach Magury Spiskiej w obrębie wsi Łapsze Wyżne w województwie małopolskim, w powiecie nowotarskim, w gminie Łapsze Niżne.
Potok wypływa na wysokości około 880 m wśród pól uprawnych wsi Łapsze Wyżne, po zachodniej stronie zabudowań jej osiedla Podfoldówka. Spływa w kierunku północno-wschodnim, przepływa przez drogę biegnącą przez wieś i zaraz po jej wschodniej stronie, na wysokości 710 m, uchodzi do Łapszanki jako jej lewy dopływ. Ma długość około 1 km i tylko jeden niewielki dopływ w górnym biegu.
W odległości mniej niż 200 m na południe od Księżego Potoku płynie równolegle do niego, nieco krótszy Kubuśków Potoczek.